# Günther Herbig
Günther Herbig (* 30. November 1931 in Aussig, Tschechoslowakei) ist ein international bekannter deutscher Dirigent.

## Leben
Günther Herbig begann seine Ausbildung 1951 an der Franz-Liszt-Hochschule in Weimar bei Hermann Abendroth. Seine weitere Ausbildung bekam er von Hermann Scherchen und Arvīds Jansons. Zudem war Herbig einer der wenigen Studenten Herbert von Karajans. 
Nach Abschluss seiner Studien wurde Günther Herbig 1956 Kapellmeister am Deutschen Nationaltheater in Weimar. Von 1966 bis 1972 war Herbig Dirigent des Berliner Sinfonie-Orchesters, dessen Chefdirigent er 1977 wurde. In der Zeit von 1972 bis 1977 war er Chefdirigent der Dresdner Philharmonie. Infolge der politischen Situation in der DDR debütierte Günther Herbig erst sehr spät im Westen. 1979 verlieh ihm das Dallas Symphony Orchestra den Status des Ersten Gastdirigenten. Im selben Jahr wurde Herbig auch Erster Gastdirigent des BBC Philharmonic Orchestra. 
Aufgrund eines Streites mit dem SED-Politbüro verließ Günther Herbig 1984 die DDR und siedelte in die USA über. Dort übernahm er bis 1990 beim Detroit Symphony Orchestra die Position des Chefdirigenten. Seit dieser Zeit hat Günther Herbig mit den meisten großen europäischen und amerikanischen Orchestern zusammengearbeitet und auch mehrfach Tourneen nach Japan, Südamerika und Australien unternommen. Von 1988 bis 1994 war Herbig Chefdirigent beim Toronto Symphony Orchestra. Im Zeitraum von 1990 bis 1997 unterrichtete er Dirigieren an der Yale University. Von 2000 bis 2006 war Günther Herbig Chefdirigent des Rundfunk-Sinfonieorchesters Saarbrücken. In seiner Laufbahn hat Günther Herbig mehr als 100 Werke aufgenommen. Seine Tochter Beate Herbig war bis zum Jahr 2021 Chirurgin in Hamburg.

## Hörspiel (Dirigent)
- 1971: Samuil Marschak: Warum der Mond keine Kleider hat und andere Geschichten – Wortregie: Joachim Herz, Musikregie: Bernd Runge, Musik: Joachim Thurm, Berliner Symphonie-Orchester (Kinderhörspiel – Litera)[2]
- 1972: Samuil Marschak: Das Tierhäuschen – Wortregie: Jürgen Schmidt, Musikregie: Bernd Runge, Musik: Joachim Thurm, Berliner Symphonie-Orchester (Kinderhörspiel – Litera)[3]